# Průsmyk Medvědího kříže
Průsmyk Medvědího kříže (gruzínsky დათვისჯვარი უღელტეხილი, Datvisdžvari ugeltechili) je průsmyk hlavním rozvodím pohoří Velký Kavkaz v Gruzii. Představuje jediné spojení historické oblasti Horní Chevsuretie se zbytkem Gruzie. Vysokohorská silnice průsmykem, která dosahuje výšky až 2 676 m n. m., není v zimním období sjízdná. Stav silnice vyžaduje terénní vozidlo.
Na severní svah průsmyku navazuje Argunská soutěska, kterou od pradávna procházela cesta z Evropy do Asie, spojující severní oblasti Ruska s oblastmi Zakavkazska a Přední Asie.

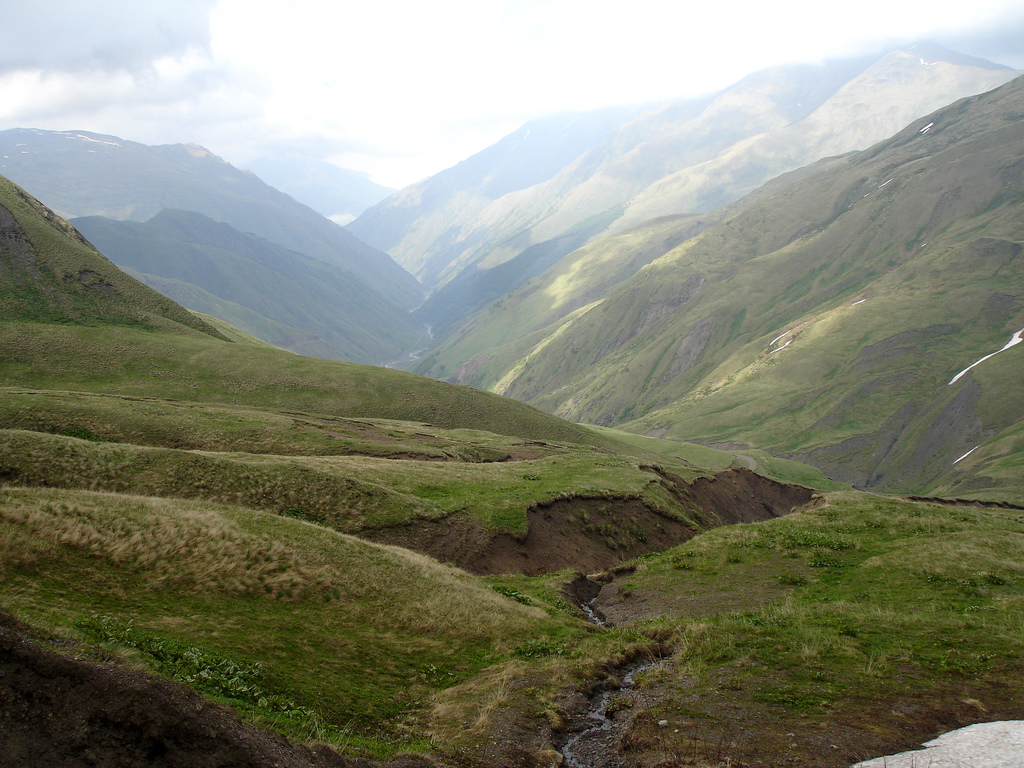
Pohled do údolí Argunu směrem k Šatili
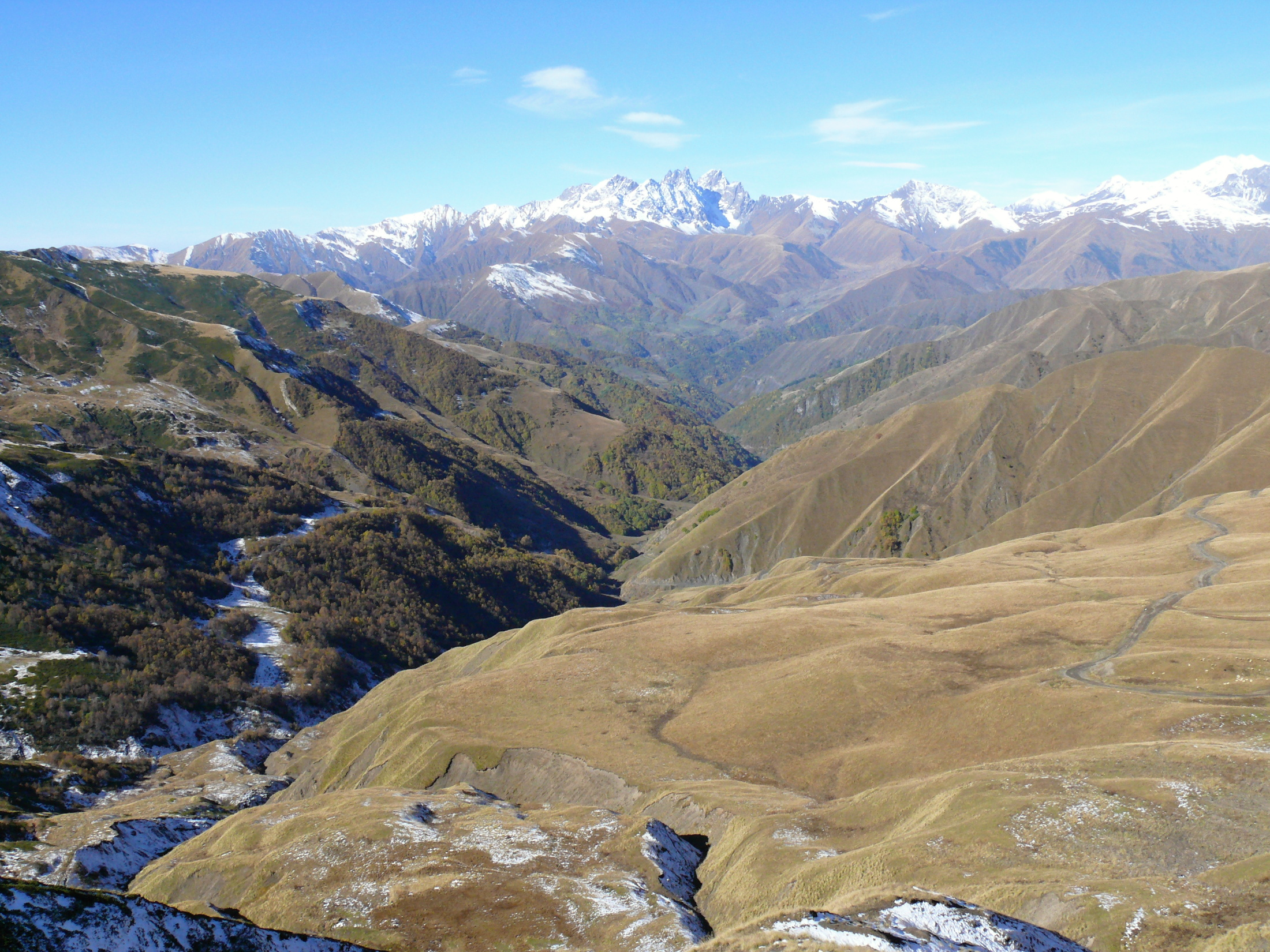
Pohled do údolí Aragvi, v pozadí masív Čauchi
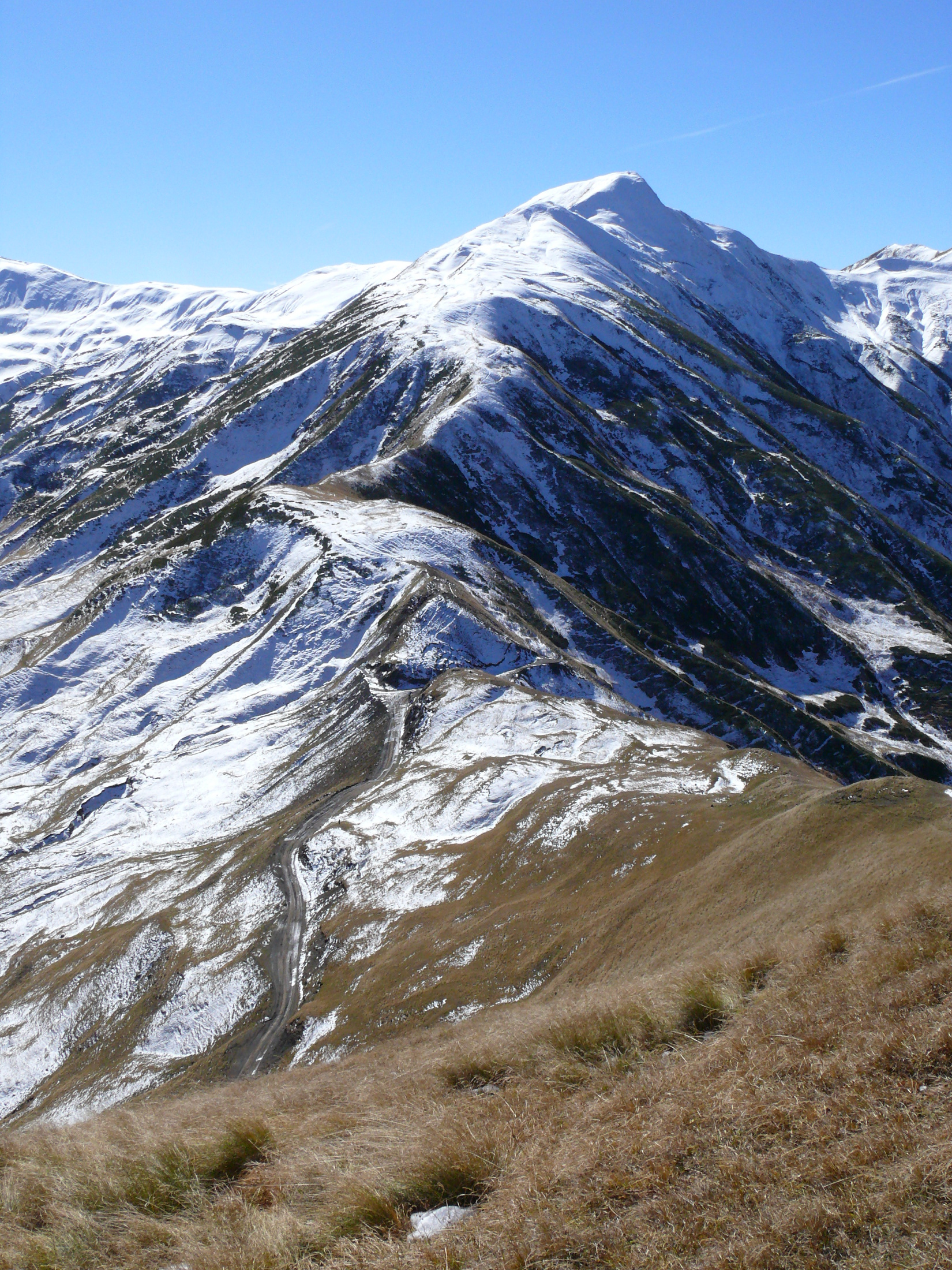
Pohled do sedla z hlavního hřebene
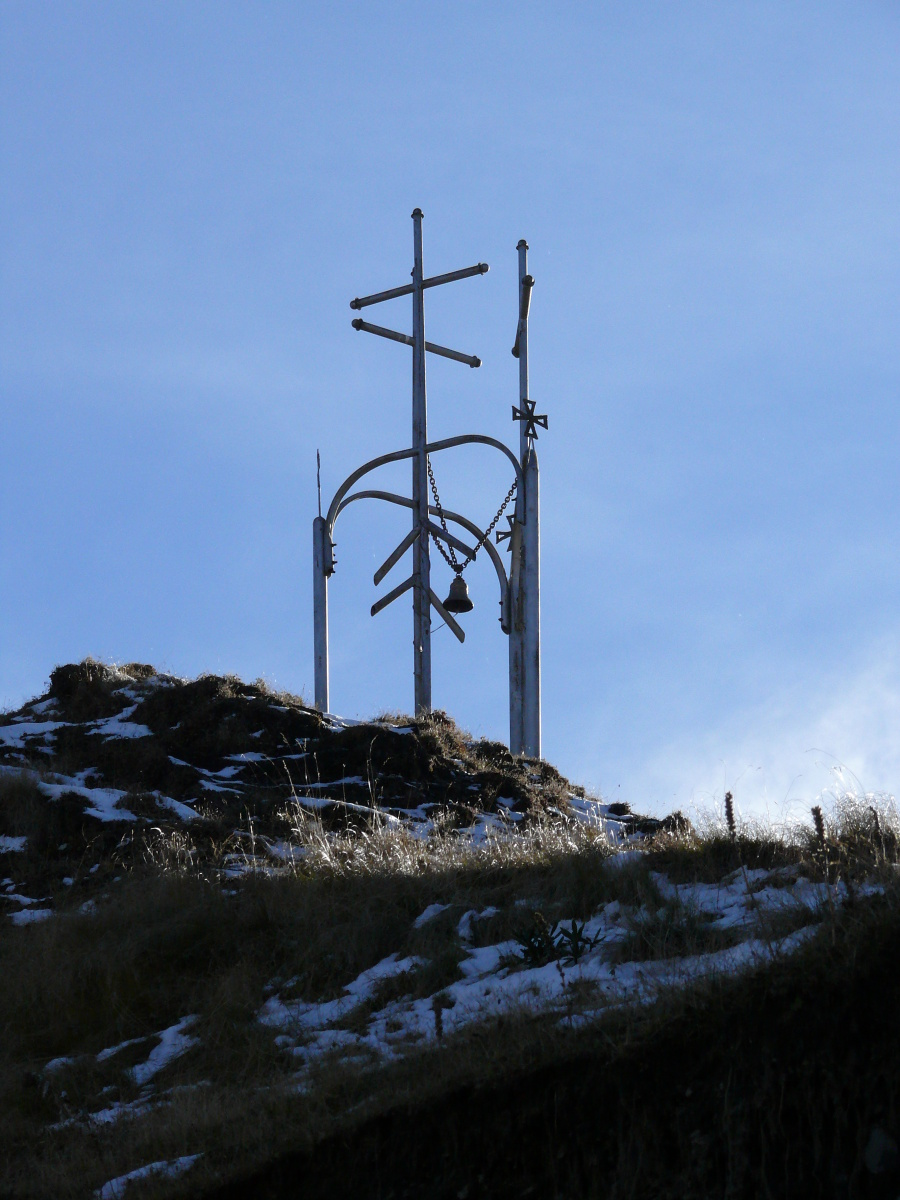
Medvědí kříž nedaleko sedla